# Пак Чиху
Пак Чиху (кор. 박지후) — южнокорейская актриса. Она наиболее известна своими главными ролями в фильме «Дом колибри» 2018 года и сериале Netflix 2022 года «Мы все мертвы».

## Ранняя жизнь
Чиху родилась в Тэгу, Южная Корея. В ноябре 2021 года она была принята на факультет театра и кино университета Ханьян. В феврале 2022 года Пак окончила среднюю школу Донмун.

## Карьера
В 2014 году Чиху начала сниматься после участия в уличных прослушиваниях. Затем она дебютировала в короткометражном фильме «Дом без меня» в 2016 году, потом играла второстепенные роли в основных постановках «Исчезающее время: мальчик, который вернулся» (2016), «Сфабрикованный город» (2017) и «Свидетель» (2018).
В 2018 году Чиху снялась в инди-фильме «Дом колибри», сыграв свою первую главную роль в художественном фильме. Она добилась признания и получила множество наград за свою роль в фильме.
Пак вместе с Ли Бёнхоном, Пак Поён и Пак Соджуном снялась в триллере-катастрофе Ом Тхэхва «Выжившие. Бетонная утопия».
Она получила международное признание после появления в оригинальном сериале Netflix о зомби-апокалипсисе «Мы все мертвы». Она также сыграет одну из главных ролей в грядущем сериале tvN «Маленькие женщины» вместе с Ким Гоын, Нам Джихён и Ви Хаджуном.

## Фильмография
| Год  |   | Русское название                            | Оригинальное название | Роль                      |
| ---- | - | ------------------------------------------- | --------------------- | ------------------------- |
| 2016 | ф | Исчезающее время: мальчик, который вернулся | 가려진 시간           | Ребенок, похожий на Сурин |
| 2017 | ф | Сфабрикованный город                        | 조작된 도시           | Студентка 1               |
| 2018 | ф | Свидетель                                   | 목격자                | Есоль                     |
| 2018 | ф | Дом колибри                                 | 벌새                  | Ким Ынхи                  |
| 2018 | с | Милая месть 2                               | 복수노트 2            | Ли Хаянь                  |
| 2019 | с | Прекрасный мир                              | 아름다운 세상         | Чон Дахи                  |
| 2021 | ф | Черный свет                                 | 빛과 철               | Ынён                      |
| 2022 | с | Маленькие женщины                           | 작은 아씨들           | О Инхё                    |
| 2022 | с | Мы все мертвы                               | 지금 우리 학교는      | Нам Онджо                 |
| 2023 | ф | Выжившие. Бетонная утопия                   | 콘크리트 유토피아     | Хевон                     |

### Развлекательные шоу
| Год  | Название   | Роль            | Примечания |
| ---- | ---------- | --------------- | ---------- |
| 2022 | Music Bank | Приглашенный МС | 5 августа  |

## Награды и номинации
| Год  | Награда                                   | Категория            | Номинированная работа | Результат | Примечание |
| ---- | ----------------------------------------- | -------------------- | --------------------- | --------- | ---------- |
| 2019 | Азиатско-Тихоокеанская кинопремия         | Лучшая актриса       | Дом колибри           | Номинация | [ 8 ]      |
| 2019 | Best Star Awards                          | Лучшая новая актриса | Дом колибри           | Победа    | [ 9 ]      |
| 2019 | Голубой дракон                            | Лучшая новая актриса | Дом колибри           | Номинация | [ 10 ]     |
| 2019 | Награда Cine21                            | Лучшая новая актриса | Дом колибри           | Победа    | [ 11 ]     |
| 2019 | Director’s Cut Awards                     | Лучшая новая актриса | Дом колибри           | Победа    | [ 12 ]     |
| 2019 | Korean Association of Film Critics Awards | Лучшая новая актриса | Дом колибри           | Победа    | [ 13 ]     |
| 2019 | London East Asia Film Festival            | Лучшая новая актриса | Дом колибри           | Победа    | [ 14 ]     |
| 2019 | Кинофестиваль «Трайбека»                  | Лучшая актриса       | Дом колибри           | Победа    | [ 15 ]     |
| 2020 | Baeksang Arts Awards                      | Лучшая новая актриса | Дом колибри           | Победа    | [ 16 ]     |
| 2020 | Buil Film Awards                          | Лучшая новая актриса | Дом колибри           | Победа    | [ 17 ]     |
| 2020 | Chunsa Film Art Awards                    | Лучшая новая актриса | Дом колибри           | Победа    | [ 18 ]     |
| 2020 | Большой колокол                           | Лучшая новая актриса | Дом колибри           | Победа    | [ 19 ]     |
| 2020 | Wildflower Film Awards                    | Лучшая новая актриса | Дом колибри           | Победа    | [ 20 ]     |
| 2022 | Blue Dragon Series Awards                 | Лучшая новая актриса | Мы все мертвы         | Номинация | [ 21 ]     |